# Kimberley Murray
Kimberley „Kim“ Murray (* 1. November 1988 in Newport, Isle of Wight) ist eine britische Skeletonpilotin.

## Karriere
2014 nahm Kimberley Murray am Power2Podium-Programm teil und wechselte dadurch von der Leichtathletik zum Skeletonsport. Ihr internationales Debüt gab sie in der Saison 2015/16 im Skeleton-Nordamerikacup. Am 17. März 2016 feierte sie in Lake Placid ihr Debüt und beendete das Rennen auf den sechsten Platz. Einen Tag später belegte sie beim zweiten Rennen auf der Olympia-Bobbahn Mount Van Hoevenberg den zehnten Platz. In der Saison 2016/17 ging sie im Skeleton-Europacup an den Start und gab am 4. November 2016 in Sigulda ihr Debüt in dieser Rennserie. Dabei stürzte sie im zweiten Lauf und kam nicht ins Ziel, nachdem sie nach den ersten Lauf auf den 16. Platz gelegen hatte. Eine Woche später konnte sie am 10. November 2016 ihr erstes Rennen im Europacup mit dem 16. Platz in Innsbruck erfolgreich beenden. Einen Tag später belegte sie beim zweiten Rennen auf dem Olympia Eiskanal Igls den zwanzigsten Platz.
Nachdem sie am Königssee bei den beiden Rennen am 17. und 18. November jeweils den Wettbewerb auf den zwölften Platz beendete, ging Kimberley Murray nach dem Jahreswechsel am 12. Januar 2017 in St. Moritz an den Start und belegte auf den Olympia Bob Run St. Moritz–Celerina bei den deutschen Dreifachsieg von Maxi Just, Tamara Seer und Hannah Neise den vierten Platz. Eine Woche später belegte sie bei dem Rennen in Altenberg hinter Tamara Seer und Luisa Hornung mit den dritten Platz das erste Podest in ihrer Karriere. Einen Tag später belegte sie beim zweiten Rennen auf den DKB-Eiskanal den vierten Platz. Am Ende der Saison belegte sie in der Gesamtwertung des Europacups mit 243 Punkten den fünften Platz.
Zum Start in die Saison 2017/18 ging Kimberley Murray im Skeleton-Intercontinentalcup an den Start und debütierte am 4. November 2017 in Whistler in dieser Rennserie. Wie bereits bei ihrem Debüt im Europacup stürzte sie auch beim Debüt in dieser Rennserie im zweiten Lauf, nachdem sie bereits im ersten Lauf nur den 20. und damit letzten Platz belegte. Einen Tag später nahm sie aufgrund des Sturzes nicht am zweiten Rennen im Whistler Sliding Centre teil, obwohl sie gemeldet war. Eine Woche später konnte sie in Calgary erstmals ein Intercontinental-Rennen erfolgreich beenden. Dabei konnte sie hinter der Deutschen Anna Fernstädt und den beiden Kanadierinnen Madison Charney und Lanette Prediger den vierten Platz belegen. Einen Tag später konnte sie beim zweiten Rennen auf der Bahn im Canada Olympic Park hinter Anna Fernstädt und Madison Charney den dritten Platz belegen.
Nach den beiden Überseewettbewerben ging Kimberley Murra in La Plagne im Skeleton-Europacup an den Start und konnte beim Rennen am 15. Dezember 2017 beim britischen Dreifachsieg hinter Eleanor Furneaux und vor Brogan Crowley den zweiten Platz belegen. Im zweiten Rennen in La Plagne, welches am darauffolgenden Tag ausgetragen wurde, verpasste sie mit den vierten Platz einen erneuten Podestplatz. Nach dem Jahreswechsel konnte sie sowohl im Intercontinentalcup als auch im Europacup nicht mehr an die Leistungen von Calgary und La Plagne anknüpfen. Am Ende der Saison belegte sie in der Gesamtwertung des Skeleton-Intercontinentalcup mit 486 Punkten den neunten Platz.
Zu Beginn der Saison 2018/19 ging sie erneut im Skeleton-Europacup an den Start. Beim ersten Rennen der Saison belegte sie am 16. November 2018 in Innsbruck den vierten Platz. Beim zweiten Rennen auf der Olympia Eiskanal Igls, welches einen Tag später ausgetragen wurde, belegte sie hinter ihrer Teamkollegin Madelaine Smith und vor der Deutschen Janine Becker den zweiten Platz. Eine Woche später konnte sie in Winterberg ihren ersten Erfolg im Europacup feiern. In der Veltins-Eisarena sicherte sie sich den Sieg vor Janine Becker und Madelaine Smith. Obwohl sie in der Europacup-Saison 2018/19 nur diese drei Rennen bestritten hat, belegte sie am Ende der Saison mit 190 Punkten den zweiten Platz in der Gesamtwertung.
Nach ihrem Sieg in Winterberg durfte sie am 9. Dezember 2018 in Sigulda im Skeleton-Weltcup ihr Debüt geben und belegte dabei den 13. Platz. Nachdem Jahreswechsel ging sie am 18. Januar 2019 in Innsbruck an den Start. Dort wurde nicht nur ein Skeleton-Weltcup-Rennen ausgefahren, sondern Race-in-Race wurde auch die Skeleton-Europameisterschaft ausgetragen. Während Kimberley Murray in der Weltcup-Wertung den 20. Platz belege, beendete sie die Europameisterschaften auf den 15. Platz. Am 22. Februar 2019 konnte sie beim letzten Weltcup der Saison 2018/19 in Calgary mit den siebten Platz erstmals ein Top-Ten-Resultat einfahren. Am Ende der Saison belegte sie im Gesamtweltcup mit 684 Punkten den 18. Platz.
Nachdem sie es bei den ersten drei Weltcup-Rennen der Saison 2019/20 jeweils nicht unter die besten 15 Fahrerinnen geschafft hatte, konnte Kimberley Murray am 17. Januar 2020 in Innsbruck mit den achten Platz ihr bestes Resultat der Saison einfahren. Eine Woche später nahm sie in Lake Placid an den beiden Rennen im Intercontinentalcup teil. Am 23. Januar 2020 belegte sie beim ersten Rennen den fünften Platz. Einen Tag später sicherte sie beim zweiten Wettbewerb auf der Olympia-Bobbahn Mount Van Hoevenberg zeitgleich mit der US-Amerikanerin Katie Uhlaender ihren ersten Sieg im Intercontinentalcup. Den dritten Platz belegte Sara Roderick aus den Vereinigten Staaten.
Nach der Teilnahme an den beiden Intercontinentalcup-Rennen kehrte Kimberley Murray wieder in den Weltcup zurück und belegte am 31. Januar 2020 den 14. Platz in St. Moritz. Beim letzten Weltcup der Saison belegte sie in Sigulda mit den zehnten Platz erneut ein Top-Ten-Resultat. Bei der Race-in-Race ausgetragenen Skeleton-EM belegte sie ebenfalls den zehnten Platz. Die Weltcup-Saison 2019/20 beendete sie mit 626 Punkten auf den 18. Platz. Neben Laura Deas und Madelaine Smith konnte sie sich erstmals in ihrer Karriere für die Bob- und Skeleton-Weltmeisterschaften qualifizieren. Nach drei Läufen auf den ENSO Eiskanal belegte sie beim Einzelwettbewerb der Bob- und Skeleton-Weltmeisterschaften 2020 den 23. Platz und verpasste damit den vierten Lauf.

## Erfolge

### Intercontinentalcup-Siege
| Nr. | Datum           | Ort         | Bahn                                 |
| --- | --------------- | ----------- | ------------------------------------ |
| 1.  | 24. Januar 2020 | Lake Placid | Olympia-Bobbahn Mount Van Hoevenberg |

### Europacup-Siege
| Nr. | Datum             | Ort        | Bahn             |
| --- | ----------------- | ---------- | ---------------- |
| 1.  | 24. November 2018 | Winterberg | Veltins-Eisarena |